# N34 (Demokratische Republik Kongo)
Die N34 ist eine Fernstraße in der Demokratischen Republik Kongo, die in Kirungu beginnt und in Mwandapole an der Zufahrt zu der N5 endet. Sie ist 90 Kilometer lang.